# 雙河 (加利福尼亞州)
雙河（英語：Twin Rivers）是位於美國加利福尼亞州普盧默斯縣的一個非建制地區。該地的面積和人口皆未知。

## 地理
雙河的座標為39°49′23″N 120°40′13″W / 39.82306°N 120.67028°W，而該地的平均海拔高度為1318米（即4324英尺）。